# 岩舟テレビ中継局

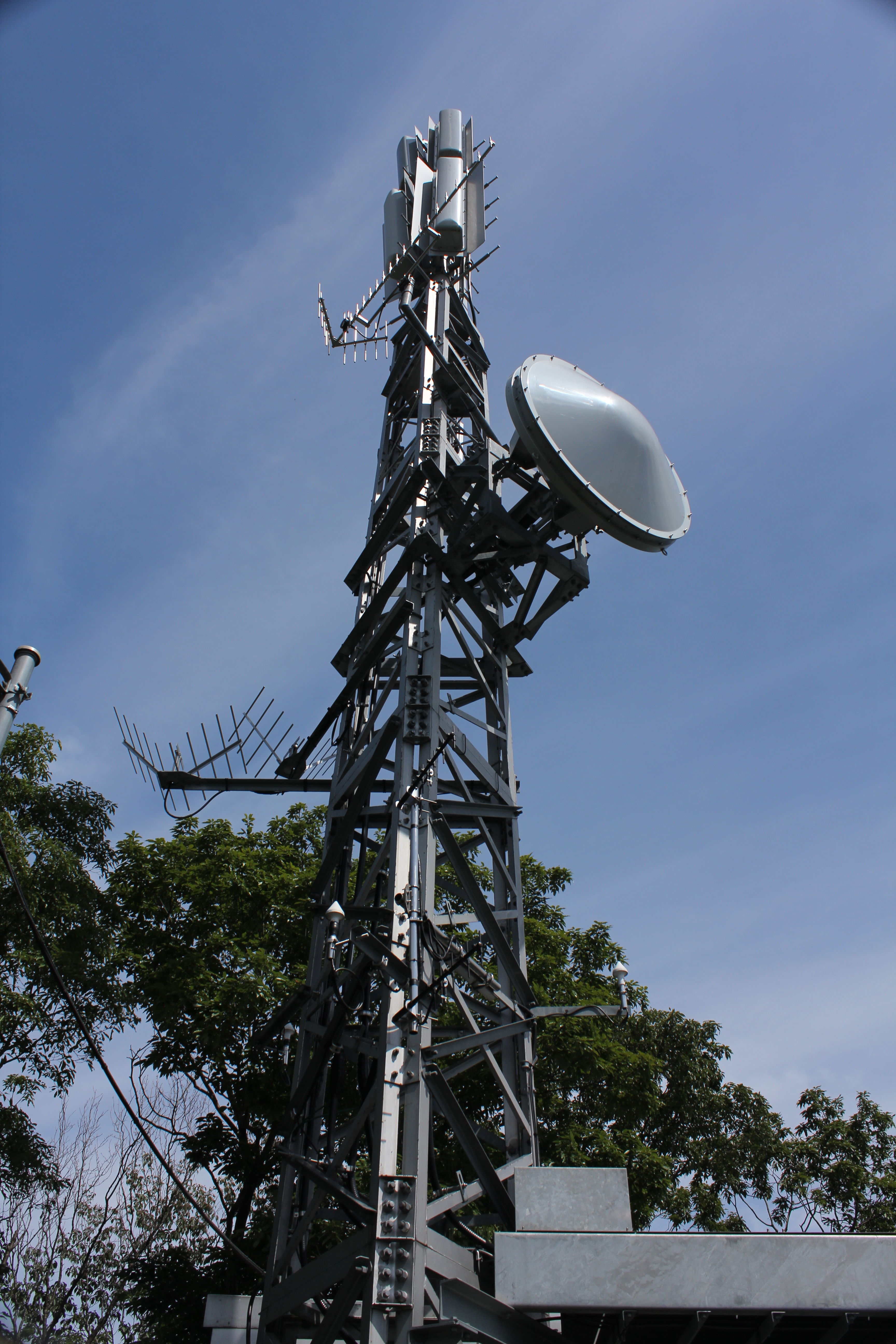
中継設備外観

岩舟テレビ中継局（いわふねテレビちゅうけいきょく）は、栃木県栃木市に置かれているテレビ放送の中継局である。なお、ここでは同所に設置されているNHK単独のみかも山テレビ中継局についても記載する。

## 岩舟テレビ中継局

### デジタルテレビ放送
| リモコン 番号 | 放送局名         | チャンネル 番号 | 空中線 電力 | ERP  | 偏波面   | 放送対象地域 | 放送区域 内世帯数 | 運用開始日      |
| ------------- | ---------------- | --------------- | ----------- | ---- | -------- | ------------ | ----------------- | --------------- |
| 1             | NHK 宇都宮総合   | 46              | 500mW       | 2W   | 垂直偏波 | 栃木県       | 13,912世帯        | 2012年 3月19日  |
| 2             | NHK 東京教育     | 39              | 500mW       | 2.1W | 垂直偏波 | 全国         | 13,912世帯        | 2012年 3月19日  |
| 3             | GYT とちぎテレビ | 14              | 500mW       | 2.9W | 垂直偏波 | 栃木県       | 13,912世帯        | 2009年 12月25日 |
| 4             | NTV 日本テレビ   | 33              | 500mW       | 2W   | 垂直偏波 | 関東広域圏   | 13,912世帯        | 2012年 3月19日  |
| 5             | EX テレビ朝日    | 42              | 500mW       | 2W   | 垂直偏波 | 関東広域圏   | 13,912世帯        | 2012年 3月19日  |
| 6             | TBS TBSテレビ    | 36              | 500mW       | 2W   | 垂直偏波 | 関東広域圏   | 13,912世帯        | 2012年 3月19日  |
| 7             | TX テレビ東京    | 45              | 500mW       | 2W   | 垂直偏波 | 関東広域圏   | 13,912世帯        | 2012年 3月19日  |
| 8             | CX フジテレビ    | 40              | 500mW       | 2W   | 垂直偏波 | 関東広域圏   | 13,912世帯        | 2012年 3月19日  |

- 所在地： 栃木市岩舟町下津原（三毳山）[8][14]
- 放送区域： 栃木市、佐野市の各一部[3][4][5]
- GYTは2009年10月30日に予備免許交付[3]、12月18日に本免許が交付され[4]、12月25日に本放送を開始した[8]。NHKと関東広域民放局は2012年2月10日に予備免許交付[5]、3月16日に本免許が交付され[2]、3月19日に本放送を開始した。NHKと関東広域民放局はデジタル新局としての開局となった。
- NHK総合は2012年4月1日から県域放送を実施しており[15]、親局が東京から宇都宮に変更された。
- とちぎテレビは足利中継局のからの放送波中継の模様。西側麓に受信用パラボラあり。

### アナログテレビ中継局
| チャンネル 番号 | 放送局名         | 空中線 電力       | ERP                 | 偏波面   | 放送対象地域 | 放送区域 内世帯数 | 運用開始日 |
| --------------- | ---------------- | ----------------- | ------------------- | -------- | ------------ | ----------------- | ---------- |
| 61              | GYT とちぎテレビ | 映像3W/ 音声750mW | 映像10.5W/ 音声2.7W | 垂直偏波 | 栃木県       | -                 | -          |

- 所在地： デジタルテレビ放送に同じ
- 2011年7月24日をもって廃止された。

## NHKみかも山テレビ中継局

### デジタルテレビ放送
| リモコン 番号 | 放送局名       | チャンネル 番号 | 空中線 電力 | ERP | 偏波面   | 放送対象地域 | 放送区域 内世帯数 | 運用開始日     |
| ------------- | -------------- | --------------- | ----------- | --- | -------- | ------------ | ----------------- | -------------- |
| 1             | NHK 宇都宮総合 | 44              | 3W          | 27W | 水平偏波 | 栃木県       | 38,561世帯        | 2013年 1月29日 |

- 所在地： 栃木市岩舟町下津原（三毳山）[18]
- 放送区域： 茨城県古河市及び結城市の一部、栃木県下都賀郡野木町の全部、栃木市、佐野市、小山市の各一部、群馬県邑楽郡板倉町の一部[17][18]
- 2012年11月30日に予備免許交付[17]、2013年1月25日に本免許が交付され[2]、1月29日に本放送を開始した[2]。